# Eunice sebastiani
Eunice sebastiani är en ringmaskart som beskrevs av Nonato 1965. Eunice sebastiani ingår i släktet Eunice och familjen Eunicidae. Inga underarter finns listade i Catalogue of Life.